# Kandy and Four Gravets Gangawata Division
Kandy and Four Gravets Gangawata Division är en division i Sri Lanka.   Den ligger i provinsen Centralprovinsen, i den centrala delen av landet, 90 km öster om huvudstaden Colombo.